# Narahashi Akira
Narahashi Akira (名良橋 晃 sinh ngày 26 tháng 11 năm 1971) là một cựu cầu thủ bóng đá Nhật Bản thi đấu chủ yếu ở vị trí hậu vệ cánh phải. Anh có 38 trận ra sân cho Đội tuyển bóng đá quốc gia Nhật Bản từ 1994 tới 2003, trong đó có ba trận tại Giải vô địch bóng đá thế giới 1998.

## Thống kê sự nghiệp
| Đội tuyển bóng đá Nhật Bản | Đội tuyển bóng đá Nhật Bản | Đội tuyển bóng đá Nhật Bản |
| Năm                        | Trận                       | Bàn                        |
| -------------------------- | -------------------------- | -------------------------- |
| 1994                       | 1                          | 0                          |
| 1995                       | 9                          | 0                          |
| 1996                       | 0                          | 0                          |
| 1997                       | 13                         | 0                          |
| 1998                       | 9                          | 0                          |
| 1999                       | 0                          | 0                          |
| 2000                       | 0                          | 0                          |
| 2001                       | 0                          | 0                          |
| 2002                       | 2                          | 0                          |
| 2003                       | 4                          | 0                          |
| Tổng cộng                  | 38                         | 0                          |